# Иванов, Георге
Георге Иванов (макед. Ѓорге Иванов, правильная транскрипция Джёрге Иванов, встречаются иные варианты написания имени — Георгий Иванов, Гёрге Иванов; род. 2 мая 1960, Валандово, НРМ, ФНРЮ) — македонский государственный и политический деятель, Президент Северной Македонии с 12 мая 2009 по 12 мая 2019 года. На выборах 2014 года был переизбран президентом, получив во втором туре 55 % голосов. Профессор права.

## Выборы 2009
Кандидат от консервативной партии ВМРО-ДПМНЕ на президентских выборах в 2009 году, первый тур которых состоялся 22 марта 2009 года. Иванов получил 33,95 % голосов избирателей и вышел во второй тур.
Во втором туре, состоявшемся 5 апреля 2009, Иванов набрал свыше 63 % голосов и опередил Любомира Фрчкоского, представителя СДСМ. Таким образом, Иванов стал четвёртым президентом Республики Македония, сменив Бранко Црвенковского.

## Выборы 2014
Кандидат от консервативной партии ВМРО-ДПМНЕ на президентских выборах в 2014 году, первый тур которых состоялся 13 апреля 2014 года. Иванов получил 51,69 % голосов избирателей и вышел во второй тур.
Во втором туре, состоявшемся 27 апреля 2014, Иванов набрал свыше 55,28 % голосов и опередил Стево Пендаровского, представителя СДСМ. Таким образом, Иванов был переизбран на новый президентский срок.

## Протесты 2016
В апреле 2016 года в Скопье начались протесты (макед. Шарена револуција) против принятия спорного решения президента Иванова, о приостановке расследования в отношении бывшего премьер-министра Николы Груевского и десятки политиков, которые были якобы замешаны в скандале с прослушиванием. Демонстранты поддержали коалицию во главе с Социал-демократическим союзом Македонии и другими оппозиционными партиями, требуя от правительства уйти в отставку и сформировать временное правительство, так же они заявляли, что парламентские выборы, запланированные на 5 июня 2016 года, должны быть отменены на том основании, что условия для свободных и прозрачных выборов отсутствуют. Правительство и его сторонники, организовавшие проправительственные митинги, утверждали, что выборы 5 июня являются единственным решением политического кризиса. В стране начались протесты как антиправительственные так и проправительственные, они происходили как в столице так и в других городах, в том числе: Битола, Кичево, Кочани, Велес, Струмица, Прилеп, Куманово и Тетово. Тысячи людей приняли участие в демонстрациях. ЕС и США критиковали правительство Македонии из-за снятия обвинения с политиков и заявили, что из-за этого Республика Македония ставит под сомнение перспективы вступления в ЕС и НАТО. В своём официальном заявлении МИД России назвал оппозицию Республики Македонии инструментом привлечения иностранных держав к дестабилизации политической ситуации в стране. В столице страны, городе Скопье демонстранты разгромили президентскую канцелярию. Как результат правительству пришлось возобновить уголовное преследование Николы Груевского и других политиков. Досрочные парламентские выборы в Македонии состоялись 11 декабря 2016 года.

## Личная жизнь
Проживает в Скопье. Женат, имеет двоих детей.

## Награды
- Золотой орден «Друг Азербайджан» (2018 год, журнал «Мой Азербайджан»)[7].

## Книги
- Цивилно општество (Гражданское общество)
- Демократијата во поделените општества: македонскиот модел (Democracy in the divided societes: the Macedonian Model)
- Современи политички теории (Current political theories)
- Политички теории — Антика (Political theories — Antiquity)[8]